# Zastava M91
Zastava M91 je vojna poluautomatska snajperska puška koju je razvio i proizveo srpski proizvođač Zastava Arms.

## Povijest
Proizvođač Zastava Arms na svojim web stranicama tvrdi da je M91 razvijen nakon dugog i pažljivog istraživanja borbene taktike i iskustava vojnih i policijskih specijalnih snaga u svijetu te da je njegov razvoj bio pod nadzorom i bliskom suradnjom nekih od najiskusnijih i najboljih specijalnih i antiterorističkih jedinica.
Ipak, snajperska puška izgledom i dizajnom veoma sliči sovjetskom snajperu SVD Dragunov koji je predstavljen 1963. te se koristio u svim zemljama Varšavskog pakta.
Trenutno je u Srbiji modernizacija srpske vojske koja se planski počela odvijati krajem '90-ih pod nazivom Model 21. Taj program obuhvaća nadogradnju u 26 različitih kategorija. Tako će postojeća Zastava M91 koristiti domaće razvijeno streljivo kalibra 7.62×54mmR. Taj zahtjev proizlazi iz odluke da se povuče streljivo kalibra 7.92×57mm Mauser kojeg koriste Zastava M76 i strojnica Zastava M53 (u Domovinskom ratu poznata kao "Garonja"), klon njemačkog MG 42.

## Detalji dizajna
M91 je poluautomatska, zrakom-hlađena snajperska puška s fiksnim kundakom i šaržerom kapaciteta 10 metaka. U svojem konceptu je sličan sovjetskom snajperu SVD Dragunov. Zastava M91 je kao i njen prethodnik Zastava M76 temeljena na izduženoj inačici AK-47 ali uz nekoliko izmjena čime je bliža SVD-u. Poput sovjetskog Dragunova, i kod M91 je kundak izrađen od sintetičkog polimera te oba oružja koriste streljivo istog kalibra. Također, tu su i supresor paljbe, optički ciljnik, oblik pištoljske drške te dijelovi mehanizma koji ukazuju na sličnost sa sovjetskim originalom.
Standardna dnevna optika na M91 je ON-M91 6×42. U uvjetima slabog osvjetljenja može se koristiti optika PN 5×80 prve i druge generacije uređaja za noćno gledanje. Osim optike može se primjenjivati i čelični ciljnik koji se može podešavati na udaljenosti od 100 do 1000 metara.

## Učinci
Najbolji rezultati Zastave M91 su ostvareni na udaljenostima do 800 metara. Maksimalna udaljenost koja se može postići korištenjem optike i čeličnog ciljnika je 1000 metara. Za mete visine 30 cm (silueta glave) efektivni domet je 320 metara, za mete visine 50 cm (silueta prsa) 450 metara a metu visine 150 cm (pokretna silueta) 650 metara.

## Korisnici

### Postojeći korisnici
- Srbija: Vojska Srbije[6]
- Crna Gora: crnogorska vojska
- Sirija: vojnici Slobodne sirijske vojske koriste ovaj snajper zajedno uz sovjetski SVD Dragunov i rumunjski PSL[7]

### Bivši korisnici
- SR Jugoslavija
- Srbija i Crna Gora

## Vanjske poveznice
- Snajperska puška M91 - Zvanična Web stranica Zastava oružja
- Poluautomatska snajperska puška Zastava M91 (Oružje Online, Branko Bogdanović, 2019.)
- Jugoslavenske snajperske puške (Oružje Online, Branko Bogdanović, 2018)
- Forgotten Weapons: Zastava M91 - Serbia Modernizes its DMR to 7.62x54